# Estación de Mollet-San Fausto
Mollet-San Fausto (en catalán y según Adif Mollet-Sant Fost) es una estación ferroviaria situada en el municipio español de Mollet del Vallés muy cerca del casco urbano de San Fausto de Campcentellas, en la provincia de Barcelona, comunidad autónoma de Cataluña. No es la única estación de Mollet, puesto que la localidad cuenta con una estación de la línea R3 situada en el extremo oeste del término municipal llamada Mollet-Santa Rosa.
Forma parte de las líneas R2 y R8 de la red de Cercanías Barcelona operada por Renfe. 

## Situación ferroviaria
La estación se encuentra en el punto kilométrico 18,5 de la línea férrea Barcelona-Cerbère en su sección entre Barcelona y Massanet a 61 metros de altitud. El tramo es de vía doble y está electrificado.
Forma parte también de la línea férrea de 27,3 km que une Castellbisbal con Sardañola-Bellaterra y Mollet-San Fausto y que fue abierta en 1982 para evitar que los trenes de mercancías circularan por el centro de Barcelona. 
Además, existía otro trazado que la unía con Caldas de Montbui, hoy desaparecido.

## Historia

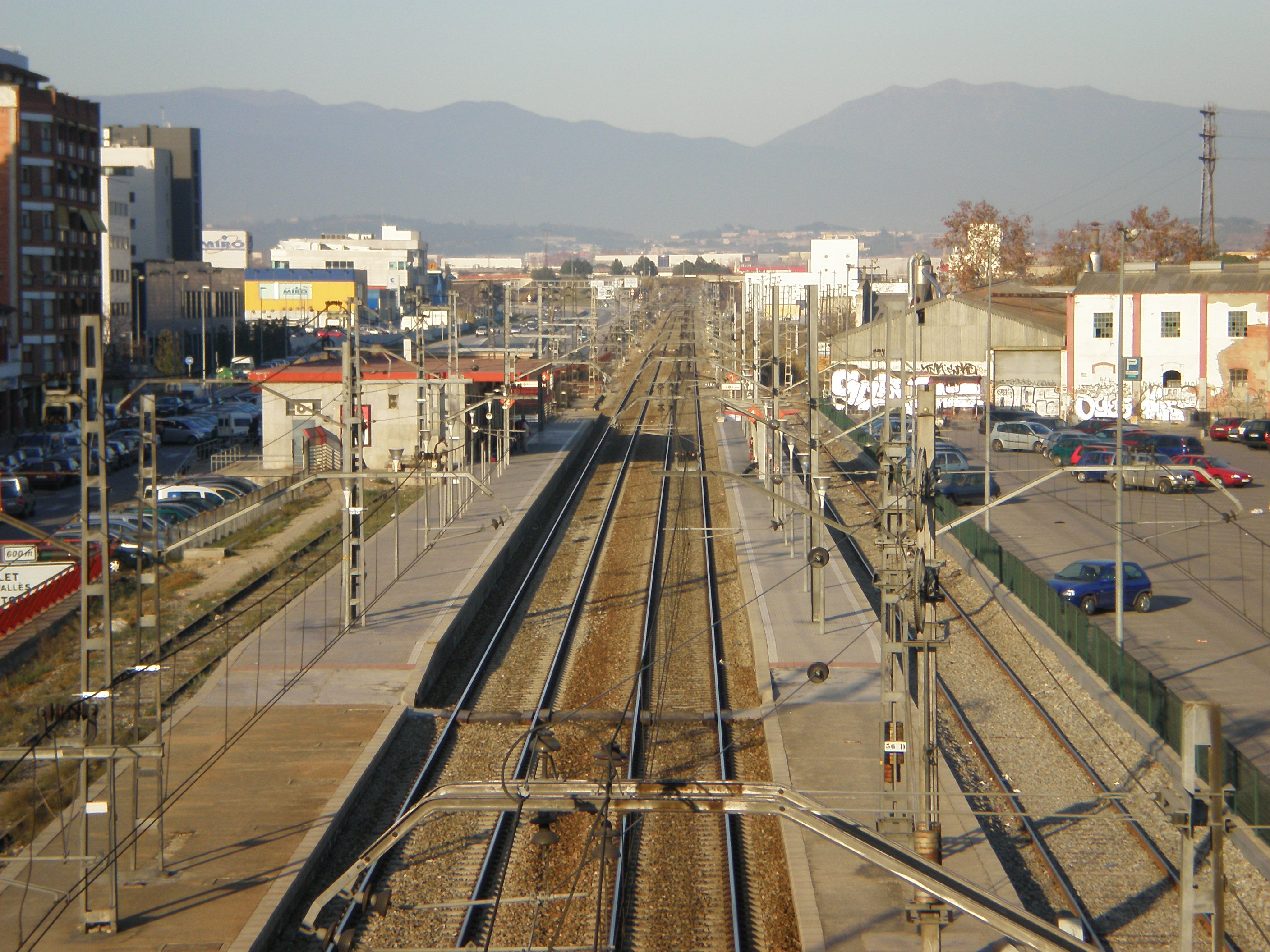
La estación vista desde arriba. 20-01-2007.

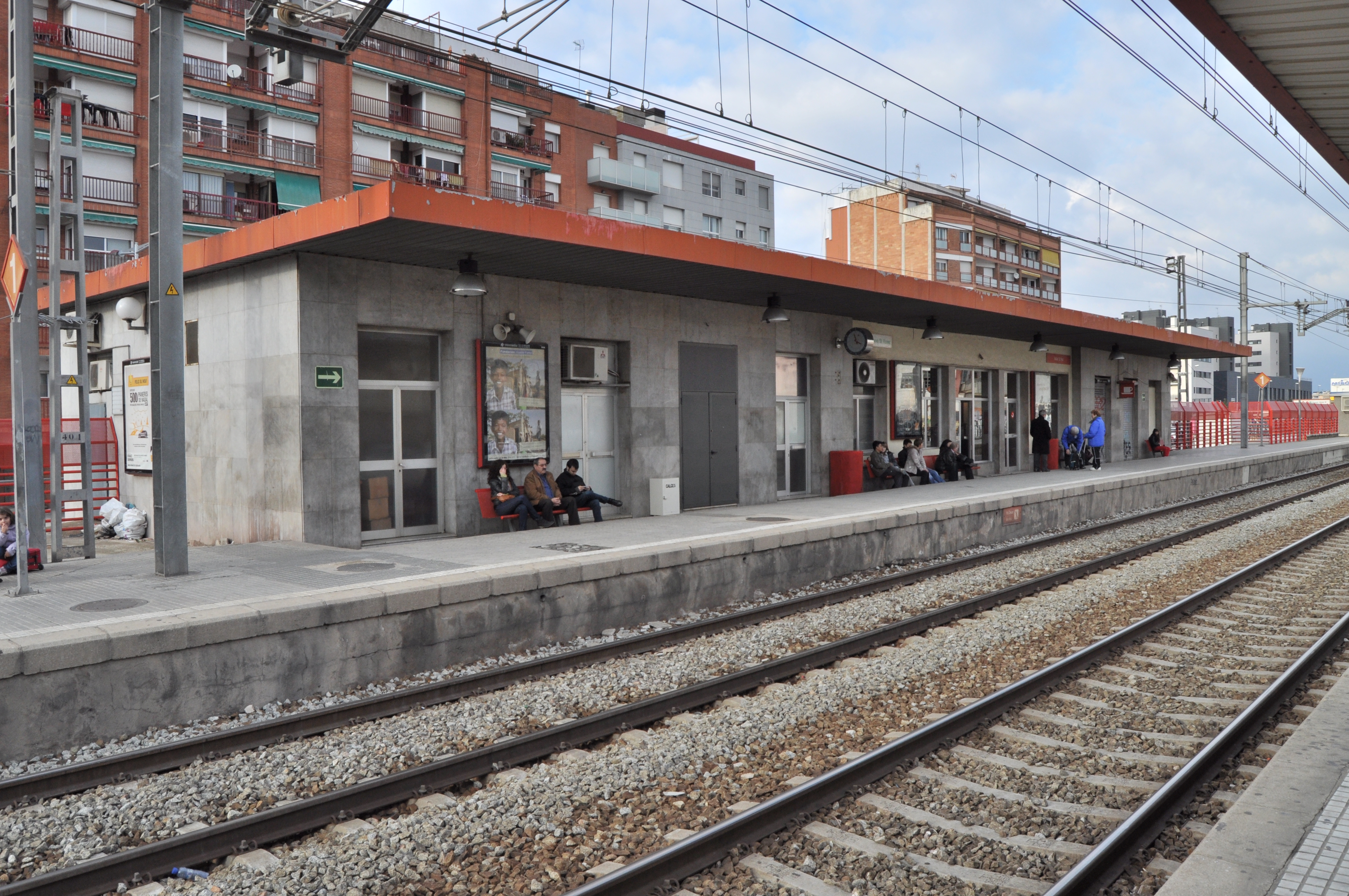
Edificio de viajeros, andenes y vías. 30-01-2011.

La estación fue inaugurada el 22 de julio de 1854 con la puesta en marcha de la línea Barcelona-Granollers. Las obras y explotación inicial corrieron a cargo de la Compañía de los Caminos de Hierro de Barcelona a Granollers también llamada Compañía de los Caminos de Hierro del Norte de Barcelona. Varias fusiones y uniones empresariales tan habituales en el ferrocarril de finales del siglo XIX hicieron que la estación pasara por diferentes manos hasta recalar en TBF en 1875 que aglutinó varias de las pequeñas compañías de la época que operaban en la zona de Cataluña. En 1889, TBF acordó fusionarse con la poderosa MZA, dicha fusión se mantuvo hasta que en 1941 la nacionalización del ferrocarril en España supuso la desaparición de todas las compañías privadas existentes y la creación de RENFE. 
Desde el 31 de diciembre de 2004 Renfe Operadora explota la línea mientras que Adif es la titular de las instalaciones ferroviarias.

## La estación

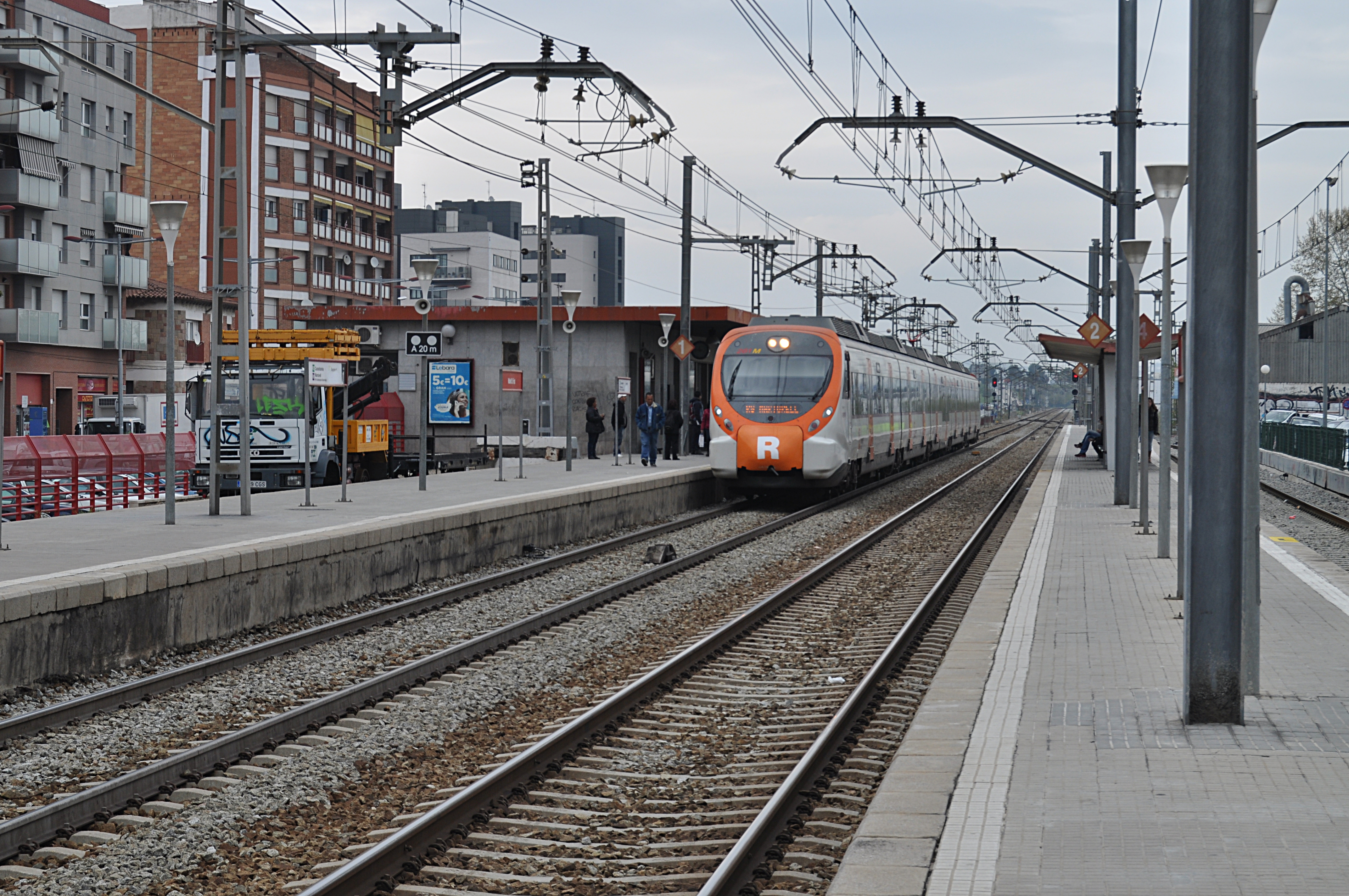
Un automotor eléctrico de la serie 465 (Civia) de Renfe Operadora, en la estación de Mollet - Sant Fost. 09-04-2013.

No conserva su edificio original ya que este fue sustituido por una estructura de base rectangular y planta baja de corte funcional. Dispone de dos vías principales (vías 1 y 2), una derivada (vía 3) y una vía muerta (vía 4) que se corresponde con el ramal que la une con Castellbisbal. El acceso a las vías depende de dos andenes, uno central y otro lateral. El cambio de uno a otro tiene se realiza gracias a un paso subterráneo.
Cuenta con taquillas, máquinas expendedoras de billetes, barreras tarifarias y una cafetería.

## Servicios ferroviarios
De los trenes de cercanías que paran, algunos son regionales cadenciados con destino Cerbère u origen Portbou que efectúan parada en todas las estaciones del tramo norte de la R2. Estos parten de la estación de Sants habitualmente, pues los trenes procedentes de la parte sur de la línea nunca llegan más allá de la estación de San Celoni. 
| << cabecera                    | < estación                               | línea | estación > | cabecera >>                  |
| ------------------------------ | ---------------------------------------- | ----- | ---------- | ---------------------------- |
| Rodalies de Catalunya de Renfe |                                          |       |            |                              |
| Aeropuerto                     | La Llagosta                              |       | Montmeló   | San Celoni Massanet-Massanas |
| Castelldefels                  | La Llagosta                              |       | Montmeló   | Granollers Centro            |
| Martorell                      | Santa Perpètua de Mogoda Riera de Caldes |       | Montmeló   | Granollers Centro            |